# Associated Country Women of the World

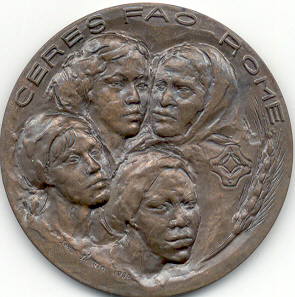
FAO Commemorative 1980 Assc Country Women Bronze Obverse

Associated Country Women of the World (ACWW), är en internationell kvinnoorganisation, grundad 1933.
Organisationen verkar för samarbete mellan kvinnor i landsbygdsområden. Det har kallats för världens största kvinnoorganisation.
Organisationer för landsbygdskvinnor började uppkomma i olika länder vid 1800-talets slut. 1929 hölls den första International Conference of Rural Women, och på konferensen i Stockholm 1933 formaliserades ACWW som en permanent organisation. 